# Jan van Artesië
Jan van Artesië bijgenaamd zonder Land (circa 1321 - 6 april 1387) was van 1352 tot aan zijn dood graaf van Eu. Hij behoorde tot het huis Capet.

## Levensloop
Jan was de oudste zoon van Robert III van Artesië, heer van Conches-en-Ouche en graaf van Beaumont-le-Roger, en diens echtgenote Johanna, dochter van hertog Karel van Valois.
In 1331 werd zijn vader ontheven van zijn gebieden, omdat hij fraude had gepleegd om zijn aanspraken op het graafschap Artesië door te drukken. Terwijl Robert III uit Frankrijk vluchtte, werden Jan, zijn moeder en zijn broers op bevel van koning Filips VI gevangengezet in Château-Gaillard. Na de troonsbestijging van koning Jan II van Frankrijk in 1350 werden ze vrijgelaten.
In 1352 kreeg hij van Jan II het graafschap Eu toegewezen, nadat de vorige eigenaar, Rudolf II van Brienne, was geëxecuteerd. Jan vocht mee in de Honderdjarige Oorlog en raakte zwaargewond bij de Slag bij Poitiers, waarbij hij door de Engelsen werd gevangengenomen. Na het betalen van een hoge som losgeld kwam hij terug vrij.
Jan van Artesië overleed in april 1387.

## Huwelijk en nakomelingen
Op 11 juli 1352 huwde hij met Isabella (1328-1389), dochter van burggraaf Jan I van Melun en weduwe van graaf Peter van Dreux. Ze kregen zes kinderen:
- Johanna (1353-1420), huwde met Simon van Thouars, graaf van Dreux
- Jan (1355-1363)
- Robert IV (1356-1387), graaf van Eu
- Filips (1358-1397), graaf van Eu en connétable van Frankrijk
- Karel (1359-1368)
- Isabella (1361-1379)

Ook had hij een onwettige zoon Willem.